# Ranveer Singh
Ranveer Singh (Bombay; 6 de julio de 1985) es un actor indio que ha participado en diferentes películas del género de Bollywood. Ha recibido varios premios, incluidos dos Filmfare Awards, y se encuentra entre los actores mejor pagados del país. 
Hizo su debut como actor en 2010 en la comedia romántica Band Baaja Baaraat de Yash Raj, ganando un premio Filmfare al Mejor Debut Masculino.
Singh saltó a la fama con papeles protagónicos en el aclamado drama romántico Lootera (2013), el trágico romance Goliyon Ki Raasleela Ram-Leela (2013) compartiendo protagonista con la que ahora es su pareja, Deepika Padukone, el drama de acción Gunday (2014) y la comedia dramática Dil Dhadakne Do (2015). Su interpretación de Bajirao I en el romance histórico de Sanjay Leela Bhansali Bajirao Mastani (2015),compartiendo protagonismo con Deepika Padukone y Priyankra Chopra, una de las películas de Bollywood más taquilleras y por la que ganó varios galardones, incluido el Premio Filmfare al Mejor Actor y lo estableció como actor principal en la industria de Bollywood. 
Su última película, Padmaavat donde por tercera vez comparte protagónico con Deepika Padukone y Shahid Kapoor ha sido el lanzamiento más taquillero del 2018, en el que retrató a Alauddin Khilji con aclamación de la crítica.

## Filmografía
| Films that have not yet been released | Denotes films that have not yet been released |

| Año  | Película                        | Personaje                | Notas                                 |
| ---- | ------------------------------- | ------------------------ | ------------------------------------- |
| 2010 | Band Baaja Baaraat              | Bitoo Sharma             | Debut como actor protagonista         |
| 2011 | Ladies vs. Ricky Bahl           | Ricky Bahl               | Protagonista junto a Anushka Sharma   |
| 2013 | Lootera                         | Varun Srivastav          | Protagonista junto a Shonakshi Sinha  |
| 2013 | Ram-Leela                       | Ram                      | Protagonista junto a Deepika Padukone |
| 2014 | Gunday                          | Bikram                   | Protagonista junto a Arjun Kapoor     |
| 2014 | Kill Dil                        | Dev                      | Protagonista junto a Parineeti Chopra |
| 2015 | Dil Dhadakne Do                 | Kabir Mehra              | Protagonista junto a Priyanka Chopra  |
| 2015 | Bajirao Mastani                 | Bajirao                  | Nominado al premio de mejor actor     |
| 2016 | Befikre                         | Dharam                   | Protagonista junto a Vaani Kapoor     |
| 2018 | Padmaavat                       | Sultan Alauddin Khilji   | Ganador al premio de mejor actor      |
| 2018 | Simmba                          | Simmba                   | Protagonista junto a Sara Ali Khan    |
| 2019 | Gully Boy                       | Murad Ahmed              | Protagonista junto a Alia Bhatt       |
| 2022 | Cirkus                          | Roy Chauhan / Roy Shenoy | Protagonista junto a Pooja Hegde      |
| 2023 | Rocky Aur Rani Kii Prem Kahaani | Rocky Randhawa           | Protagonista junto a Alia Bhatt       |